# Therefore I Am
A Therefore I Am Billie Eilish második kislemeze Happier Than Ever című stúdióalbumáról. Eilish és Finneas O’Connell szerezte a dalt, az utóbbi volt a kislemez producere is. 2020. november 12-én jelent meg a Darkroom és Interscope kieadókon keresztül. Egy hiphop elemeket tartalmazó pop, dark pop dal.
A dalt pozitívan fogadták zenekritikusok, sokan Eilish Bad Guy kislemezéhez hasonlították. Több magazin vagy weboldal év végi listáján is szerepelt 2020-ban, mint a Billboard, az NME és az Uproxx. A dal harmadik helyig jutott a Billboard Hot 100-on, amellyel Eilish negyedik kislemeze lett, amely elérte a slágerlista legjobb tíz helyét. Első helyig jutott Görögországban, Írországban, Litvániában és Új-Zélandon. Ezek mellett platina minősítést kapott a Music Canada és az ARIA szervezettől. Magyarországon a Single Top 40 listán második, míg a Stream Top 40 listán első lett.
A dal videóklipjét a Glendale Galleria bevásárlóközpontban forgatták Kaliforniában és a kislemezzel egy napon jelent meg. 2020 novemberében előadta a dalt az American Music Awards díjátadón.

## Háttér
A Therefore I Am munkálatai 2020 januárjában kezdődtek és a Covid19-pandémia alatt folytatódtak. Szeptember 14-én Eilish elmondta egy Instagram élőadásban, hogy ki fog adni egy új dalt és egy videóklipet. 2020. november 9-én Eilish hivatalosan is bejelentette, hogy a Therefore I Am 2020. november 12-én fog megjelenni és bemutatta a kislemez albumborítóját. Zane Lowe-nek (Apple Music 1) a következőt mondta: "Tudod, ez a dal nagyon, nagyon az értelmezéstől függ. Nagyon érdekel, hogy mit vesznek le belőle az emberek és, hogy mit éreznek, mikor meghallják. Nagyon szórakoztató volt elkészíteni. Nagyon szórakoztató volt felvenni. Úgy érzem ezt lehet hallani. Úgy éreztem, mint... valaki aki csak baszakodik. Csak viccelődök. Annyira igazi. Természetesnek érzem, nem kell komolyan venni. Imádom."

## Videóklip

### Háttér
A videóklip 2020. november 12-én jelent meg Eilish YouTube csatornáján. A klipet az énekes rendezte. A Glendale Galleria bevásárlóközpontban forgatták Kaliforniában, ahova Eilish gyerekkorában gyakran járt. Zane Lowe-nek a következőt mondta az énekes a videóklipről: "A videó pont olyan, amilyennek a dal érződik - gondatlan és érdektelen. A videót egy iPhone-on forgattuk, amit eredetileg nem is terveztünk." A klipet randomnak és kaotikusnak írta le, illetve elmondta, hogy egy este alatt forgatták.

### Szinopszis
A videó elején Eilish látható egy kardigánban, amelyen graffiti stílusú minták vannak, miközben egyedül sétálgat egy üres bevásárlóközpontban. A dal elkezdődik, amelyet követően Eilish végigtáncolja a bevásárlóközpontot. Eszik és iszik a Wetzel's Pretzels, a Hot Dog on a Stick és a Chipotle Mexican Grill éttermekből. Ezt követően belép egy mozgólépcsőbe, miközben eszi a korábban beszerzett ételeket. A videó végén egy biztonsági őr elkezd kiabálni az énekessel, aki elhagyja a Glendale Galleria-t.

## Közreműködő előadók
A Tidal adatai alapján.
- Billie Eilish – vokál, dalszerző
- Finneas – producer, hangmérnök, dalszerző
- Rob Kinelski – keverés
- Dave Kutch – master

## Slágerlisták

### Heti slágerlisták
| Slágerlista (2020-2021)                     | Legmagasabb pozíció |
| ------------------------------------------- | ------------------- |
| Ausztrália (ARIA)                           | 3                   |
| Ausztria (Ö3 Austria Top 40)                | 2                   |
| Belgium (Ultratop 50 Flanders)              | 10                  |
| Belgium (Ultratop 50 Wallonia)              | 14                  |
| Kanada (Canadian Hot 100)                   | 2                   |
| Kanada CHR/Top 40 (Billboard)               | 8                   |
| Kanada Hot AC (Billboard)                   | 26                  |
| Kanada Rock (Billboard)                     | 37                  |
| FÁK (Tophit)                                | 24                  |
| Csehország (Rádio Top 100)                  | 10                  |
| Csehország (Singles Digitál Top 100)        | 3                   |
| Dánia (Tracklisten)                         | 3                   |
| Finnország (Suomen virallinen lista)        | 2                   |
| Franciaország (SNEP)                        | 34                  |
| Németország (Official German Charts)        | 5                   |
| Görögország (IFPI)                          | 1                   |
| Global 200 (Billboard)                      | 2                   |
| Magyarország (Single Top 40)                | 2                   |
| Magyarország (Stream Top 40)                | 1                   |
| Írország (IRMA)                             | 1                   |
| Izrael (Media Forest)                       | 3                   |
| Olaszország (FIMI)                          | 15                  |
| Japán (Japan Hot 100)                       | 75                  |
| Litvánia (AGATA)                            | 1                   |
| Malajzia (RIM)                              | 6                   |
| Mexico Ingles Airplay (Billboard)           | 1                   |
| Hollandia (Dutch Top 40)                    | 19                  |
| Hollandia (Single Top 100)                  | 11                  |
| Új-Zéland (Recorded Music NZ)               | 1                   |
| Norvégia (VG-lista)                         | 2                   |
| Lengyelország (Polish Airplay Top 100)      | 36                  |
| Portugália (AFP)                            | 5                   |
| Románia (Airplay 100)                       | 88                  |
| Orosz Airplay (Tophit)                      | 19                  |
| Skócia (OCC)                                | 53                  |
| Szingapúr (RIAS)                            | 2                   |
| Szlovákia (Rádio Top 100)                   | 40                  |
| Szlovákia (Singles Digitál Top 100)         | 1                   |
| Spanyolország (PROMUSICAE)                  | 41                  |
| Svédország (Sverigetopplistan)              | 4                   |
| Svájc (Schweizer Hitparade)                 | 2                   |
| Brit kislemezlista (OCC)                    | 2                   |
| US Billboard Hot 100                        | 2                   |
| US Adult Top 40 (Billboard)                 | 5                   |
| US Mainstream Top 40 (Billboard)            | 1                   |
| US Hot Rock & Alternative Songs (Billboard) | 2                   |
| US Rolling Stone Top 100                    | 1                   |

### Év végi slágerlisták
| Slágerlista (2020)           | Pozíció |
| ---------------------------- | ------- |
| Magyarország (Single Top 40) | 81      |

## Minősítések
| Régió                     | Minősítések | Példányszám |
| ------------------------- | ----------- | ----------- |
| Ausztrália (ARIA)         | Platina     | 70,000      |
| Belgium (BEA)             | Arany       | 20,000      |
| Kanada (Music Canada)     | Platina     | 80,000      |
| Olaszország (FIMI)        | Arany       | 35,000      |
| Új-Zéland (RMNZ)          | Arany       | 15,000      |
| Portugália (AFP)          | Arany       | 5,000       |
| Egyesült Királyság (BPI)  | Ezüst       | 200,000     |
| Streaming                 |             |             |
| Görögország (IFPI Greece) | Arany       | 1,000,000   |

## Kiadások
| Régió              | Dátum              | Formátum                         | Kiadó                   |
| ------------------ | ------------------ | -------------------------------- | ----------------------- |
| Világszerte        | 2020. november 12. | - digitális letöltés - streaming | - Darkroom - Interscope |
| Egyesült Királyság | 2020. november 13. | kortárs slágerrádió              | - Darkroom - Interscope |
| Olaszország        | 2020. november 13. | kortárs slágerrádió              | Universal               |
| Ausztrália         | 2020. november 16. | kortárs slágerrádió              | Universal               |
| Egyesült Államok   | 2020. november 17. | kortárs slágerrádió              | - Darkroom - Interscope |
| Egyesült Államok   | 2020. november 17. | alternatív rádió                 | - Darkroom - Interscope |
| Egyesült Államok   | 2020. december 7.  | kortárs rádió                    | - Darkroom - Interscope |